# Blažice
Blažice – wieś (obec) na Słowacji położona w kraju koszyckim, w powiecie Koszyce-okolice. Pierwsze wzmianki o miejscowości pochodzą z roku 1245. 
Według danych z dnia 31 grudnia 2012, wieś zamieszkiwało 587 osób, w tym 292 kobiety i 295 mężczyzn.
W 2001 roku rozkład populacji względem narodowości i przynależności etnicznej wyglądał następująco:
- Słowacy – 95,25%
- Romowie – 3,89%
- Czesi – 0,43%

Ze względu na wyznawaną religię struktura mieszkańców kształtowała się w 2001 roku następująco:
- katolicy rzymscy – 86,18%
- ateiści – 7,99%
- grekokatolicy – 1,73%
- ewangelicy – 0,22%
- nie podano – 0,65%